# Adcock-antenne
De Adcock-antenne is een antenne-array bestaande uit vier gelijkvormige verticale antennes die kunnen worden gebruikt om radiogolven te ontvangen (en eventueel met een vijfde, in het midden geplaatste antenne, om te kunnen zenden) en rond 1919 is uitgevonden door de Britse ingenieur Frank Adcock.

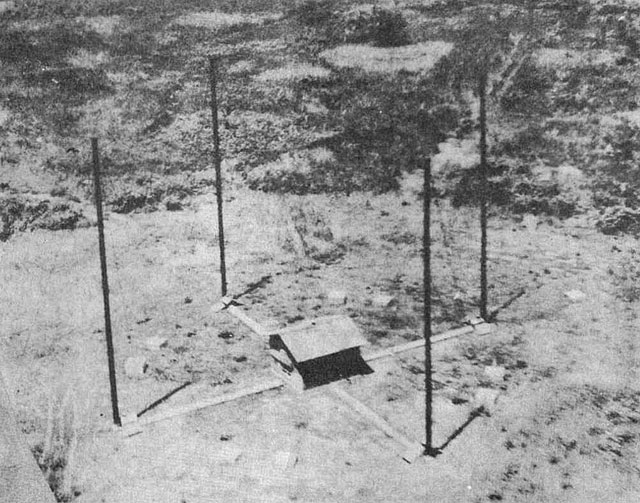
Japanse Adcock antenne voor 2 MHz in Rabaul (Nieuw-Brittannië) (1945).

Adcock vroeg in 1919 patent aan en zijn vinding kreeg het Britse octrooi nr. 130.490. Sindsdien is het gebruikt voor een groot aantal toepassingen, zowel op civiel als militair gebied. Hoewel het systeem oorspronkelijk is ontworpen voor het ontvangen van laagfrequent golven (LF), is het ook gebruikt om mee te zenden en is sindsdien aangepast voor gebruik voor veel hogere frequenties, tot ultra hoge frequenties (UHF) aan toe.
In de vroege jaren 30 van de twintigste eeuw werd de Adcock-antenne (die in de laagfrequente/middelfrequente band uitzond) een belangrijk kenmerk van het nieuw opgerichte radionavigatiesysteem voor de luchtvaart. Het LFR-netwerk (Low Frequency Radio Range), dat bestaat uit honderden Adcock antenne-arrays, heeft de luchtwegen, die worden gebruikt voor de route van vliegtuigen, vastgelegd. De LFR was de belangrijkste luchtnavigatietechnologie totdat deze in de jaren 1950 en 1960 werd vervangen door het VOR-systeem.
De Adcock antenne-array wordt veel commercieel gebruikt en wordt uitgevoerd in verticale antennehoogten die variëren van meer dan 40 m voor het LFR-netwerk tot zo'n 13 cm in tactische richtingzoekers met toepassingen voor ontvangst op de UHF-band.

## Radiorichtingzoeker
Adcock heeft oorspronkelijk de antenne gebruikt als ontvangstantenne, om de azimut-richting te vinden waar een radiosignaal vandaan kwam om de locatie van de radiozender te bepalen. Een proces dat radiorichtingzoeken wordt genoemd.
Voorafgaand aan de uitvinding van Adcock gebruikten ingenieurs lus-antennes om richtingsgevoeligheid te bereiken. Ze ontdekten dat door de atmosferische storingen en reflecties de gedetecteerde signalen significante componenten van elektromagnetische interferentie en vervormingen bevatten: horizontaal gepolariseerde straling die het signaal waarin men geïnteresseerd was verontreinigde en de nauwkeurigheid van de meting daardoor verminderde.
Adcock, die op het moment dat hij zijn uitvinding indiende in de Tweede Wereldoorlog in Frankrijk werkzaam was in het leger van de British Expeditionary Force, loste dit probleem op door de tot dan toe gebruikte lus-antennes te vervangen door symmetrisch gekoppelde paren verticale monopole of dipoolantennes van gelijke lengte. Dit creëerde het equivalent van vierkante lussen, maar zonder hun horizontale delen, waardoor de gevoeligheid voor veel van de horizontaal gepolariseerde vervorming werd verwijderd. Dezelfde principes gelden heden ten dage nog steeds en de Adcock antenne-array en zijn varianten worden nog steeds gebruikt voor radiorichtingzoekers.

## Low frequency radio range
In de late jaren 20 werd de Adcock-antenne gebruikt voor luchtnavigatie, in wat bekend werd als LFR (Low Frequency Radio Range) of "Adcock Radio Range". Honderden zendstations, elk bestaande uit vier of vijf Adcock-antennetorens, werden opgebouwd in de VS en elders.
Het resultaat was een netwerk van elektrische luchtwegen, waardoor piloten 's nachts en in slechte zichtbaarheid konden navigeren, onder vrijwel alle weersomstandigheden. LFR bleef het belangrijkste luchtvaartnavigatiesysteem in de VS en andere landen tot de jaren 1950, toen het werd vervangen door de op VHF gebaseerde VOR-technologie. In de jaren tachtig werden de laatste LFR-stations ontmanteld.

## Toepassing in Tweede Wereldoorlog
Tijdens de Tweede Wereldoorlog werd door de Duitse bezetter in Nederland een aantal ontvangers en zenders gebaseerd op dit principe toegepast, onder meer als Funkhorchstelle (afluistereenheid).